# 米哈伊洛夫斯基剧院

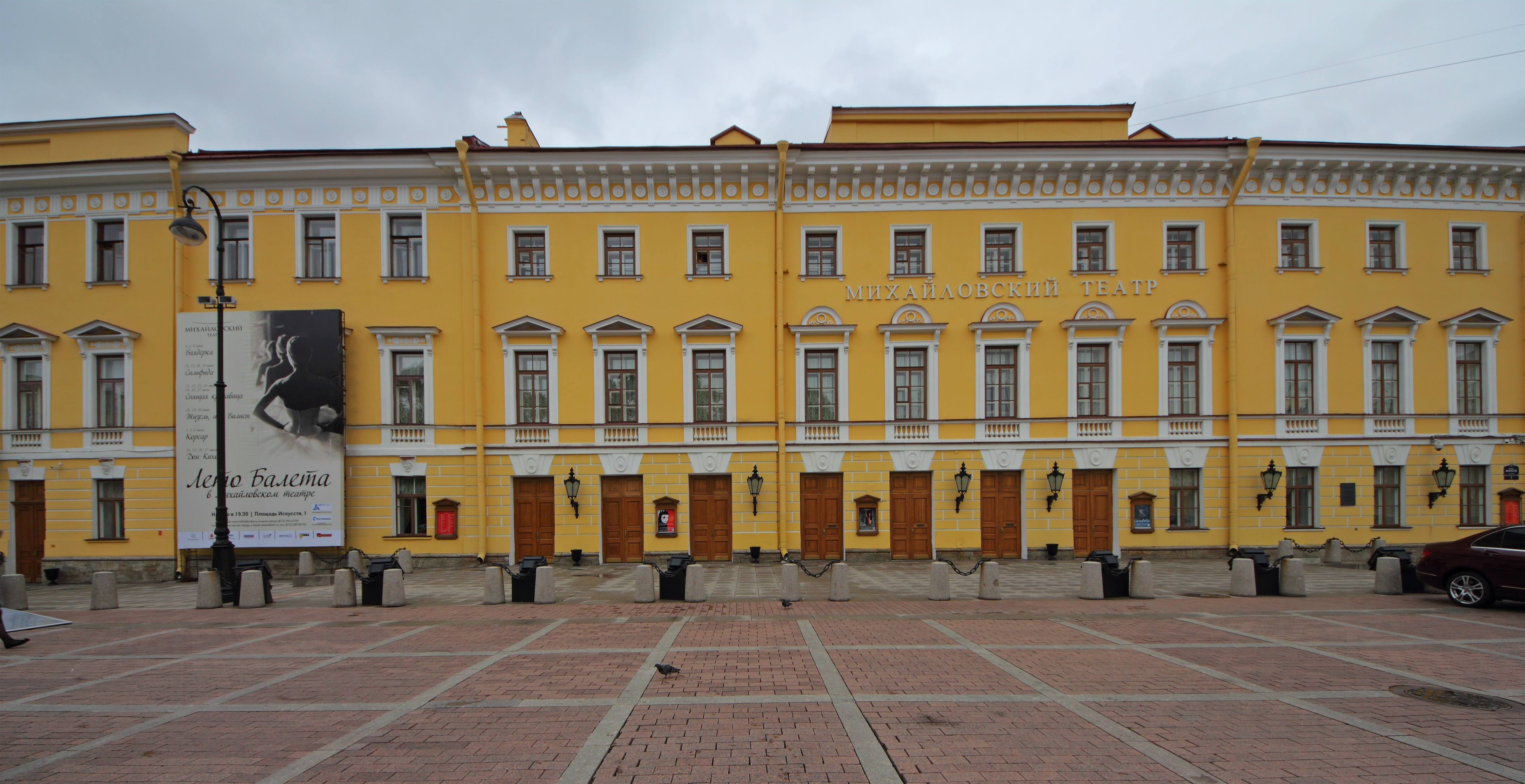
米哈伊羅夫斯基劇場

米哈伊羅夫斯基劇場（俄语：Миха́йловский теа́тр）是俄羅斯歷史最古老的歌劇和芭蕾舞劇場之一，創建於1833年，位於聖彼得堡藝術廣場。在1989年至2007年期間，這座劇場曾改名為穆索斯基劇場（取自莫傑斯特·彼得羅維奇·穆索斯基），但後來改回原名。

## 外部連結
- Official website （页面存档备份，存于）
- Luke Jennings. . London: Guardian. 1 January 2012  [2012-11-17]. （原始内容存档于2020-11-30）.

59°56′16″N 30°19′46″E / 59.93778°N 30.32944°E